# Aluminum Corporation of China Limited
Aluminum Corporation of China Limited — третя за виробництвом глинозему компанія у світі (після американської Alcoa Inc. і канадської Alcan Inc). Штаб-квартира розташована в Пекіні.
Створена в 1998 р. замість анульованої державної компанії China National Nonferrous Metals Industry Corp (CNNC). Під її управлінням знаходяться найбільші підприємства галузі в Китаї: глиноземний завод в місті Хецзінь, провінція Шаньсі, глиноземно-алюмінієвий комплекс в м. Цзибо, провінція Шаньдун, глиноземно-алюмінієвий комплекс в м. Чженчжоу, провінція Хенань, глиноземно-алюмінієвий комплекс в м. Пінго, Гуансі-Чжуанський автономний район, і алюмінієвий завод в м. Сінін, провінція Цінхай.
У 2000 р. підприємствами холдингу Chalco було вироблено 4.3 млн т глинозему і 670 млн т первинного алюмінію. У 2001 р. Chalco була перетворена в дочірню компанію створеної державної алюмінієвої компанії Aluminum Corporation of China (Chinalco), яка, є практично єдиним виробником глинозему в країні (понад 4 млн т/рік) і найбільшим продуцентом первинного алюмінію (680 тис. т/рік). У 2005 р. Chinalco збільшила виробництво глинозему до 6 млн т/рік, а первинного алюмінію — до 1.4 млн т/рік.